# Mali Beograd, Bačka Topola
Mali Beograd (izvirno srbsko Мали Београд) je naselje v Srbiji, ki upravno spada pod Občino Bačka Topola; slednja pa je del Severnobačkega upravnega okraja.

## Demografija
V naselju živi 430 polnoletnih prebivalcev, pri čemer je njihova povprečna starost 42,1 let (42,6 pri moških in 41,7 pri ženskah). Naselje ima 178 gospodinjstev, pri čemer je povprečno število članov na gospodinjstvo 2,94.
To naselje je, glede na rezultate popisa iz leta 2002, v glavnem srbsko, a v času zadnjih 3 popisov je opazen porast števila prebivalcev.
|  |

| Demografija | Demografija     | Demografija     |
| Leto        | Št. prebivalcev | Št. prebivalcev |
| ----------- | --------------- | --------------- |
|             |                 |                 |
|             |                 |                 |
|             |                 |                 |
|             |                 |                 |
| 1948        | 272             |                 |
| 1953        | 494             |                 |
| 1961        | 616             |                 |
| 1971        | 532             |                 |
| 1981        | 463             |                 |
| 1991        | 503             | 502             |
| 2002        | 549             | 524             |
|             |                 |                 |

| Etnična sestava po popisu iz leta 2002 | Etnična sestava po popisu iz leta 2002 | Etnična sestava po popisu iz leta 2002 | Etnična sestava po popisu iz leta 2002 | Etnična sestava po popisu iz leta 2002 |
| -------------------------------------- | -------------------------------------- | -------------------------------------- | -------------------------------------- | -------------------------------------- |
| Srbi                                   | Srbi                                   |                                        | 343                                    | 65,45%                                 |
| Madžari                                | Madžari                                |                                        | 105                                    | 20,03%                                 |
| Jugoslovani                            | Jugoslovani                            |                                        | 25                                     | 4,77%                                  |
| Bunjevci                               | Bunjevci                               |                                        | 23                                     | 4,38%                                  |
| Hrvati                                 | Hrvati                                 |                                        | 8                                      | 1,52%                                  |
| Makedonci                              | Makedonci                              |                                        | 5                                      | 0,95%                                  |
| Slovaki                                | Slovaki                                |                                        | 1                                      | 0,19%                                  |
| Neznano                                | Neznano                                |                                        | 0                                      | 0,0%                                   |